# Günter Kuczinski
Günter Kuczinski (* 7. September 1954 in Gelsenkirchen) ist ein ehemaliger deutscher Fußballspieler. Er bestritt von 1980 bis 1986 für Fortuna Düsseldorf 121 Bundesligaspiele (1 Tor). In der 2. Bundesliga hat er für die Vereine Westfalia Herne (1976–1979), Rot-Weiß Lüdenscheid (1979/80) und KSV Hessen Kassel (1986/87) zusätzlich noch 148 Ligaspiele mit drei Toren absolviert.

## Laufbahn
Der Abwehrspieler Günter Kuczinski kam 1976 aus Gelsenkirchen vom Erler SV 08 zur Mannschaft vom Schloss Strünkede. Sein erster Trainer in der 2. Bundesliga war Heinz Murach, der aber im Dezember 1976 von Ivica Horvat abgelöst wurde. Der harte und den Zweikampf suchende Defensivakteur spielte sich auf Anhieb in die Stammelf von Herne und kam 1976/77 auf 34 Ligaeinsätze mit zwei Toren. Die Westfalia belegte den elften Rang. In der dritten Saison, 1978/79, landete der "SC Westfalia Goldin Herne" in der Nord-Staffel auf dem fünften Rang und Kuczinski hatte dabei in 32 Spielen (1 Tor) in der Mannschaft von Trainer Gerhard Prokop mitgewirkt. Nach insgesamt 90 Ligaspielen mit drei Toren für Herne unterschrieb er zur Runde 1979/80 einen neuen Vertrag bei Rot-Weiß Lüdenscheid und spielte fortan im Stadion Nattenberg. Auch hier unterstrich er seine Abwehrqualitäten in 36 Einsätzen für Lüdenscheid und machte die Späher des Bundesligisten Fortuna Düsseldorf auf sich aufmerksam.
"Kusche", der eisenharte Vorstopper mit technischen Schwächen, gehörte von 1980/81 bis 1985/86 in sechs Runden dem Bundesliga-Kader der Fortuna unter den Trainern Otto Rehhagel, Heinz Höher, Jörg Berger, Willibert Kremer und Dieter Brei an. Neben den Mitspielern Egon Köhnen, Amand Theis, Gerd Zewe, Peter Löhr, Josef Weikl, Manfred Bockenfeld, Holger Fach und Andreas Keim absolvierte er insgesamt 121 Bundesligaspiele (1 Tor). Seinen letzten Bundesligaeinsatz hatte er am 5. April 1986 beim 1:1-Remis beim 1. FC Saarbrücken. Nach seiner letzten Station 1986/87 beim KSV Hessen Kassel in der 2. Liga beendete er seine höherklassige aktive Spielerlaufbahn.